# Synagoge Völkershausen
Die Synagoge Völkershausen befand sich in Völkershausen, heute ein Stadtteil von Vacha im Wartburgkreis in Thüringen.

## Geschichte
Juden sind in Völkershausen seit 1584 nachweisbar. Die jüdische Gemeinde erbaute 1815/16 am Standort Friedensplatz 7 (heutige Straßenbezeichnung) eine Synagoge. In den Jahren 1864 und 1871 wurde das Gebäude renoviert. 1903 löste die Kultusgemeinde sich selbst auf, die verbliebenen zwei jüdischen Familien schlossen sich am 21. August 1903 der benachbarten Kultusgemeinde Vacha an und verließen Völkershausen bis 1914. Mit der Auflösung der Kultusgemeinde ging die Synagoge in den Besitz der Jüdischen Kultusgemeinde Vacha über und wurde später teilweise abgerissen. Reste sind heute als Teil einer Garage erhalten, auch die Wetterfahne mit der Jahreszahl 1816 ist noch vorhanden. 